# Sautron
Sautron – miejscowość i gmina we Francji, w regionie Kraj Loary, w departamencie Loara Atlantycka.
Według danych na rok 2010 gminę zamieszkiwało 6901 osób, a gęstość zaludnienia wynosiła 399 osób/km².